# Пуричелли, Этторе
Эктор («Этторе») Пуричелли Сенья (итал. Hector "Ettore" Puricelli Seña; 15 сентября 1916, Монтевидео — 14 мая 2001, Рим) — уругвайский и итальянский нападающий и тренер.

## Биография
После игры в команде родного города Монтевидео «Сентраль», Пуричелли уехал в Италию, в «Болонью». Клуб проходил один из лучших периодов в своей истории. В первый же сезон (1938—1939) Пуричелли стал чемпионом Италии и лучшим бомбардиром первенства, забив 19 мячей (столько же Альдо Боффи). В сезоне 1940-41 всё повторилось: Пуричелли с 22 мячами — лучший снайпер серии А, а «Болонья» — чемпион Италии. За мощный удар головой Пуричелли был прозван «Золотой головой». Во время его игры в Уругвае он не выделялся этим качеством, хотя таких партнёров, какие играли с ним в Италии, у Пуричелли не было. Но только он появился в «Болонье», как открыл в себе этот талант, особенно этому помогал крайний Амедео Бьявати, дававший удобные передачи. После Второй мировой войны Пуричелли играл в «Милане», выиграв с ним чемпионат и Кубок, а заканчивал карьеру в «Леньяно», клубе серии B. В пяти чемпионатах он сыграл за «Болонью» 133 матча, забив в них 80 мячей, за «Милан» 55 голов в 157 играх, а за «Леньяно» — 25 мячей в 38 играх.
После окончания карьеры игрока, работал тренером.

## Достижения

### Командные
- Чемпион Италии: 1939, 1941, 1955
- Обладатель Латинского кубка: 1956

### Личные
- Лучший бомбардир чемпионата Италии: 1939 (19 голов), 1941 (22 гола)

## Игровая статистика
| Год           | Клуб          | Чемпионат | Чемпионат | Чемпионат |
| Год           | Клуб          | Серия     | Игры      | Голы      |
| ------------- | ------------- | --------- | --------- | --------- |
| 1938/39       | Болонья       | А         | 28        | 19        |
| 1939/40       | Болонья       | А         | 30        | 15        |
| 1940/41       | Болонья       | А         | 27        | 22        |
| 1941/42       | Болонья       | А         | 28        | 14        |
| 1942/43       | Болонья       | А         | 20        | 10        |
| 1944          | Болонья       | А         | 6         | 8         |
| 1945/46       | Милан         | А         | 37        | 15        |
| 1946/47       | Милан         | А         | 34        | 21        |
| 1947/48       | Милан         | А         | 34        | 17        |
| 1948/49       | Милан         | А         | 11        | 2         |
| 1949/50       | Леньяно       | B         | 33        | 21        |
| 1950/51       | Леньяно       | B         | 5         | 4         |
| Всего         | Всего         |           | 249+6     | 135+8     |
| Всего серия А | Всего серия А |           | 212       | 120       |